# Барбіон жовтоголовий
Барбіон жовтоголовий (Pogoniulus coryphaea) — вид дятлоподібних птахів родини лібійних (Lybiidae).

## Поширення
Вид поширений в трьох регіонах Африки: на сході Нігерії та південному заході Камеруну; на північному сході Демократичної Республіки Конго, на заході Руанди та південному заході Уганди; нагір'я Моко на заході Анголи.
Живе в підліску гірських лісів на висотах від 1150 до 3000 метрів над рівнем моря, найчастіше на висотах між 1900 і 2500 метрами.

## Підвиди
- Pogoniulus coryphaeus angolensis (Boulton, 1931) — Західна та Центральна Ангола;
- Pogoniulus coryphaeus coryphaeus (Reichenow, 1892) — Східна Нігерія та прилеглі височини Західного Камеруну;
- Pogoniulus coryphaeus hildamariae (W. L. Sclater, 1930) — Демократична Республіка Конго, південно-західна Уганда та Західна Руанда.